# Kostel svaté Anny (Benešov)
Kostel svaté Anny v Benešově je barokní filiální římskokatolický kostel benešovské farnosti. Tvoří dominantu Masarykova náměstí ve středočeském Benešově a jeho součástí je i piaristická kolej. Iniciace vzniku kostela byla spojena s příchodem piaristického řádu do Benešova. Architektem stavby byl Giovanni Battista Alliprandi. Výstavba kostela proběhla v letech 1705–1710. Slavnostní vysvěcení se uskutečnilo 9. července 1710. V dnešní době je ve správě římskokatolické farnosti Benešov.

## Historie

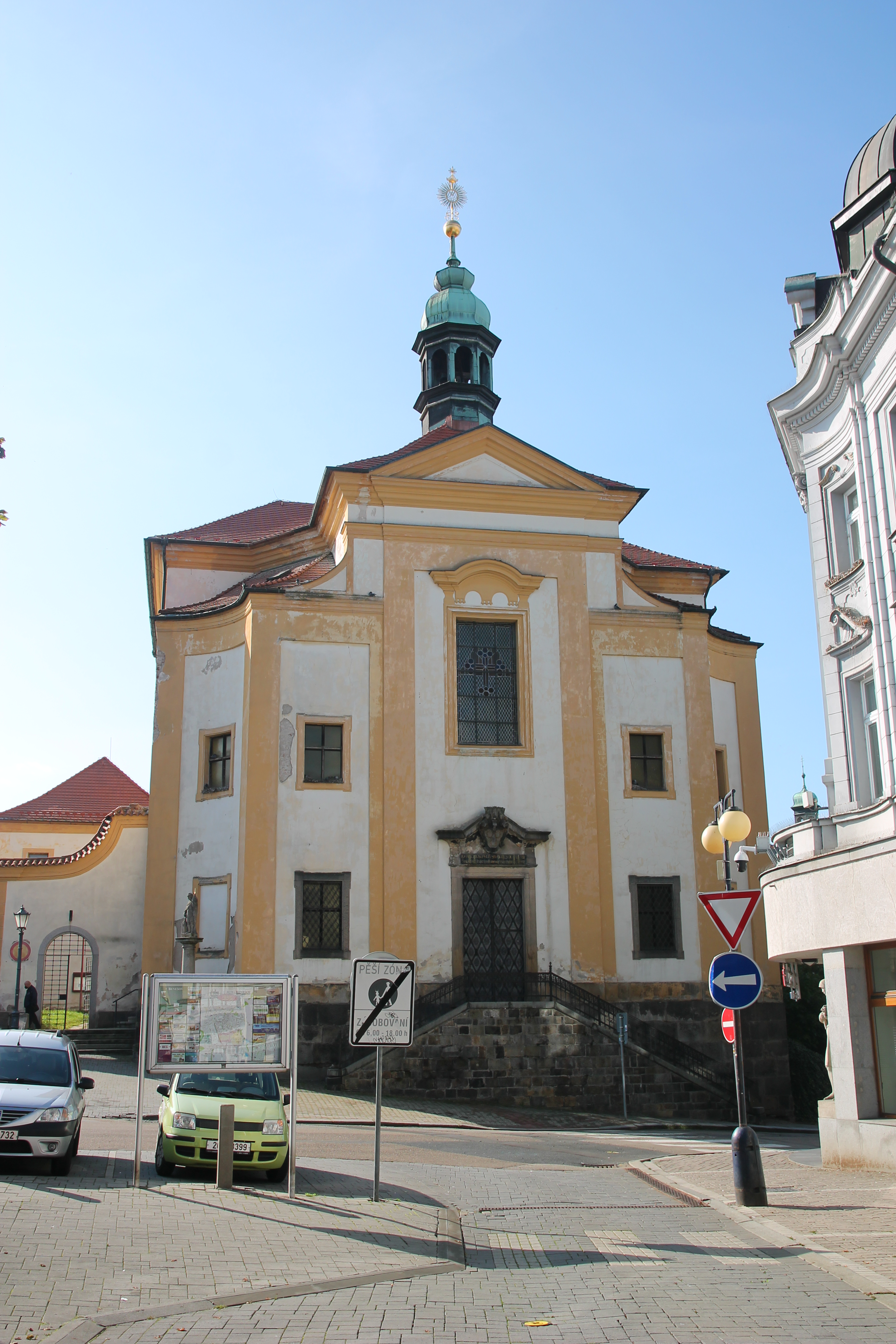
Čelní pohled na kostel svaté Anny

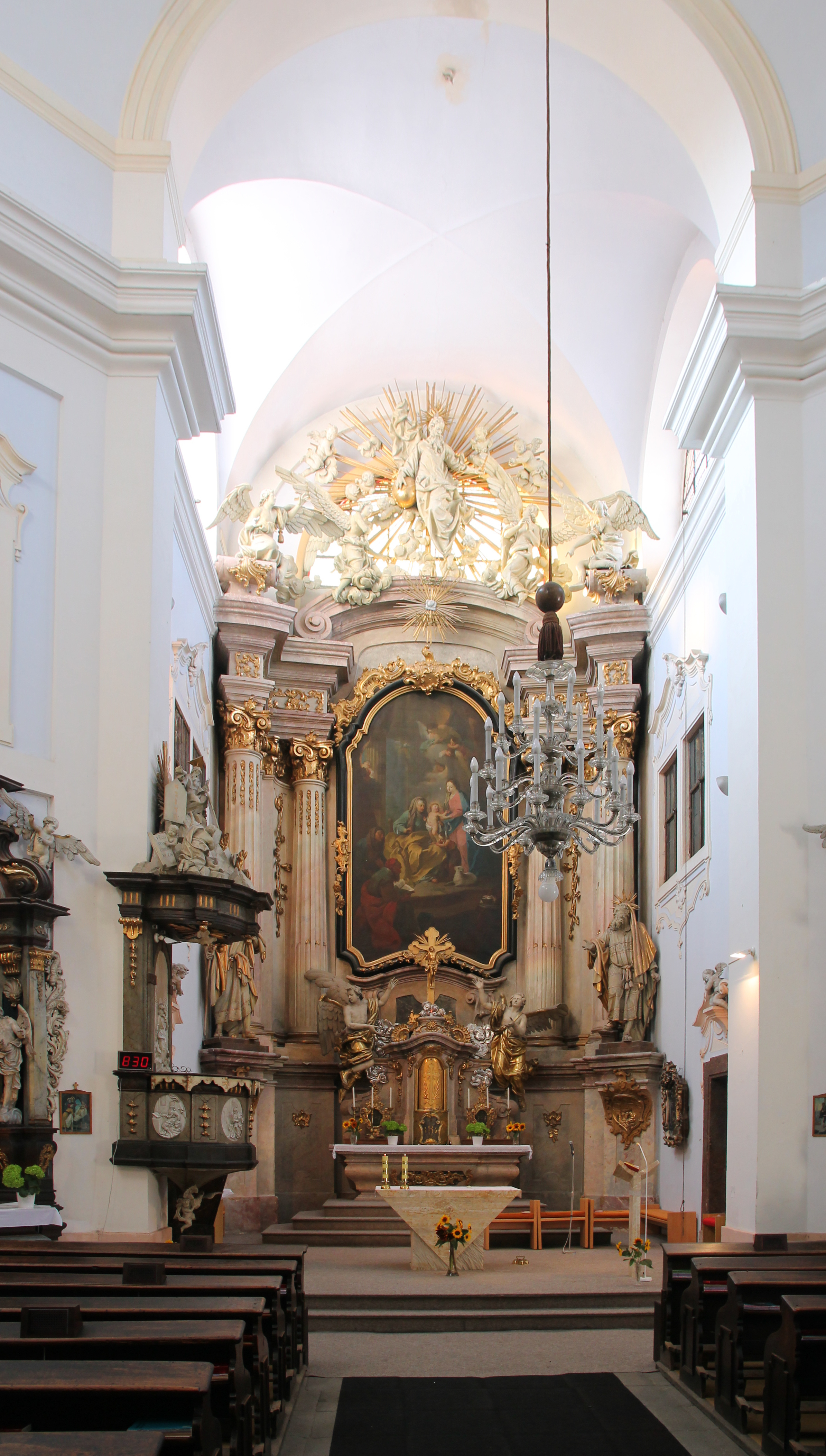
Interiér kostela

### Okolnosti vzniku
Před výstavbou kostela svaté Anny byly v Benešově už dva kostely. Prvním byl kostel svatého Mikuláše a druhým minoritský klášter na Karlově. Příčiny vzniku dalšího kostela najdeme v potřebě vytvořit nové centrum vzdělanosti v okolí Podblanicka. Jezuité, kteří měli v českých zemích na starost vzdělávaní, měli v 17. a 18. století povinnosti týkající se rekatolizace v klíčových oblastech Čech. Vzhledem k tomuto faktoru nemohli být povoláni pro obnovu školství na Podblanicku. Proto po delších jednáních zaujali jejich místo v Benešově piaristé.

### Příchod piaristů
Příchod piaristů do českých zemí nastal v době pobělohorské – na pozvání Františka kardinála z Ditrichštejna, který na přelomu 17. století působil jako olomoucký biskup. V roce 1631 začali piaristé působit v Mikulově a v dalších letech se místa jejich působení rozšiřovala. Příchod piaristického řádu do Benešova je datován do roku 1703. Už v 17. století však piaristé působili v okolí Podblanicka. Významná je jejich podpora bosých karmelitánů při snaze zakládání nových kolejí a škol v Pacově a Pelhřimově.

Erb rodu Sinzendorfů

Působení piaristů v Benešově dalo vzniknout řeholní tradici, na níž navázal i jezuitský řád, který v koleji od roku 1933 až do období druhé světové války působil, než jeho působení bylo pozastaveno fašistickými okupanty. Stopa působení piaristů se vryla z práce, kterou řeholní instituce na Podblanicku vykonaly, kromě neopakovatelné epizody slovanské liturgie v sázavském klášteře, do myslí minulých i současných obyvatel Podblanicka nejvíce. Neboť právě oni se stali završiteli řeholního vývoje v benešovském regionu.

### Založení koleje
Konopišťské panství společně s Benešovem přešlo roku 1701 od Sinzendorfů do vlastnictví Přehořovských z Kvasejovic. Počátkem 16. století se rod Přehořovských usadil v Táboře. Postupem času tento ambiciózní rod získával na moci, v pobělohorské době konvertoval ke katolické víře, roku 1643 byl Kryštof Karel Přehořovský povýšen do panského stavu a roku 1694 obdržel i titul hraběcí. Konopišťské panství zakoupil syn Kryštofa Karla František Karel, který se velkou měrou zasloužil o založení piaristického gymnázia a koleje s kostelem svaté Anny v Benešově. Stavba však nebyla dokončena jejím fundátorem a dobudování celého komplexu přesáhlo až do období správy rodu Vrtbů. Nad bočním vstupem do piaristické koleje lze dnes nalézt dobovou ukázku erbovní aliance Františka Karla Přehořovského a jeho druhé manželky Juliany Doroty, rozené hraběnky Jörgerové z Tolletu. Tato alianční spojení erbů manželských párů byla v baroku velmi častá.
Na bohatší šlechtice i na větší poddanská města se vyvíjel tlak, aby se na své teritorium přijali nějaký z církevních řádů, a tak napomohli rekatolizaci. Provoz takovýchto klášterů byl ekonomicky náročný, ale přinášel svému okolí kulturní rozvoj a zvyšoval tehdejší společenskou prestiž svého působiště. S příchodem piaristického řádu tak značný kulturní rozvoj čekal i Benešov, který se stal do určité míry kulturním centrem celého regionu a jedním z nejdůležitějších měst Kouřimského kraje, do něhož do roku 1751 Benešov náležel.
První pokus o založení piaristické koleje souvisel se snahou tehdejšího majitele konopišťského panství hraběte Jiřího Ludvíka ze Sinzendorfu o zlepšení jeho hospodářské situace. Jednou z cest k tomuto cíli mělo být i ekonomické, demografické (byl vydán zvací list pro nové obyvatele) a kulturní zvelebení Benešova. Ambiciózní a hospodárný majitel panství dobře věděl, že piaristický řád nebude pro jeho poddanské město zátěží a že kulturní rozvoj, který by zde po založení piaristických škol měl nastat, naopak městu ještě přinese nové zdroje příjmů. Také piaristům by se založení benešovské koleje velmi hodilo, neboť se z Benešova mohl stát opěrný bod v jejich houževnaté snaze o založení piaristické koleje v Praze, o které tehdy v sedmdesátých letech 17. století usilovali. První plány se začaly objevovat už okolo roku 1676. Uvažovalo se o podobě budoucí fundace koleje, a dokonce již v Benešově probíhalo vyměřování na místech, kde by se mohlo v budoucnu počítat se stavbou koleje. Prováděli je piaristé, kteří toho roku Benešov navštívili. Při jednání o podobě budoucí koleje se však ukázalo, že není zatím možné, aby k založení koleje došlo v tak krátké době, jak by si obě strany přály (konopišťská vrchnost a piaristický řád). Jednání o povolení usídlit se v Benešově, které bylo nutné získat od pražského arcibiskupa (tehdy Jana Fridricha z Valdštejna), o výši fundace i o jejím zaknihování v deskách zemských na Hradčanech, kterou měl schválit i generál piaristického řádu v Římě, se protáhla až do roku 1680. V první polovině roku 1679 byly již podmínky ze strany vrchnosti pro novou fundaci připraveny. Počítalo se s částkou asi 1300 fl. a s materiálním zabezpečením, avšak v létě došlo k jejich pozdržení kvůli úmrtí regenta Františka Campiona, jehož nástupcem se stal od konce roku 1679 Fridrich Mörtl.
K mimořádnému zvýšení intenzity jednání mezi konopišťskou vrchností a zástupci piaristického řádu došlo v roce 1680. Při jednání se znovu objevily dřívější neshody. Samotný výkup nejvhodnějšího, nedávno nově vybraného místa by si vyžádal větší částku peněz a náklady, které chtěl Sinzendorf věnovat na stavbu koleje, se piaristům zdály nedostačující. Neshody se objevily v odhadu množství materiálu na stavbu, v získávání dřeva a v dodávání piva (během stavby i při později zamýšleném chodu koleje). Obě strany se nemohly dohodnout, co by vlastně mělo být zaknihováno do desek zemských. Chybělo stále schválení nového založení od pražského arcibiskupa. 
Návštěva piaristů v Benešově v únoru 1680, s níž souvisel asi také vznik nejstaršího plánku města, byla asi poslední oficiální návštěvou piaristů na konopišťském panství. Otázka, proč došlo k přerušení poměrně slibných jednání a k neúspěchu prvního pokusu piaristického řádu usídlit se v Benešově, zůstává stále nezodpovězena. V roce 1680 se totiž objevilo několik příčin, které mohly vést k nezdaru jednání. Hlavní důvod na zkrachování jednání měla asi velmi špatná finanční situace budoucího fundátora hraběte Jiřího Ludvíka ze Sinzendorfu. V tomto roce byla totiž odhalena korupční aféra, která znamenala nejen ztrátu úřadu prezidenta dvorské komory, ale měla i trpkou finanční dohru. Podmínky pro jednání zkomplikovala jistě i morová epidemie, která v Čechách propukla v roce 1680.
Snahy o založení piaristické koleje v Benešově se znovu objevily po dvaceti letech. Na začátku 18. století začal vyjednávat o založení piaristické kolej v Benešově další majitel konopišťského panství hrabě František Karel Přehořovský z Kvasejovic. Stavba piaristické koleje měla být jedním z velkorysých stavebních podniků nového majitele města Benešova. Hospodářská moc i kariéra nového zakladatele tehdy vrcholila. První jednání o novém založení proběhla pravděpodobně již v roce 1702. Lze tak usuzovat z toho, že o možnosti založit novou kolej v Benešově byl již v lednu roku 1703 informován generál piaristického řádu P. Petrus Franciscus Zanoni a Conceptione B.V.M. Ten na žádost reagoval souhlasným dopisem dne 20. ledna 1703.
Na jednáních se snad největší měrou podílel rektor piaristické koleje v Ostrově u Karlových Varů P. Clemens Teng a S. Philippo Nerio, s nímž jednal hrabě Přehořovský při svých lázeňských pobytech v Karlových Varech. Celá záležitost kolem vzniku piaristické koleje se urychlila tím, že se P. Teng stal roku 1703 provinciálem. V červenci roku 1703 se při své vizitační cestě po piaristických kolejích setkal nový provinciál s hrabětem Františkem Karlem Přehořovským z Kvasejovic (pravděpodobně v Praze), což bylo rozhodujícím krokem pro založení nové koleje. Tehdy byl schválen projekt nového založení, který přesně určoval hospodářské podmínky obou stran zainteresovaných na chodu koleje. Projekt stanovil požadavky pro činnost piaristů v Benešově. Ta spočívala především ve vzdělávání mládeže. Mladí hoši, kteří přišli do škol, se zde měli učit především čtení, psaní a základům počtů. Gymnázium mělo mít plný počet tříd (tedy 6). Piaristé měli příkladným náboženským životem působit na veřejnost i na své žáky. Všechny důležité hospodářské náležitosti měly být zaknihovány v deskách zemských. Dohoda byla ještě sjednána mezi majitelem konopišťského panství hrabětem Františkem Karlem Leopoldem Přehořovským z Kvasejovic a piaristickým provinciálem P. Placidem Feierem a S. Bernardo.

### Počátek stavby
Se stavbou budovy piaristické koleje a chrámu se začalo v roce 1705. Dříve než výstavba kostela svaté Anny, byla zahájena stavba školní budovy. Datum počátku prací souviselo pravděpodobně s majetkoprávní stabilizací fundace v Benešově, jak to může potvrzovat i žádost provinciála řádu P. Placida o přesné stanovení podmínek fundace od hraběte Přehořovského, zejména pokud se tyká majetkového zabezpečení. S tím souvisel i projekt koleje, který tohoto roku vstoupil v platnost. Jak se zdá, získali tehdy po neúspěšných pokusech s koupí domů v Praze piaristé jistotu, že nejvhodnějším místem pro založení nové koleje může být skutečně Benešov, odkud se dají, při snaze usídlit se v Praze, vést další jednání.
Ještě během stavby koleje se však často vyskytovaly některé, zejména majetkoprávní otázky, které bylo nutné průběžně projednávat podle momentálního stavu situace, ačkoliv mnohé z nich se asi již začaly řešit v prvním kole jednání v 17. století. Velmi citlivou otázkou byl např. vztah ke zřícenině někdejšího minoritského kláštera a tedy k minoritům vůbec. Hejtman panství Matyáš Zalužický z Rosenthalu totiž nařídil s vědomím arcibiskupa, aby se na stavbu koleje užíval kámen ze zřícenin minoritského kláštera. Dozvěděl se o tom provinciál minoritského řádu P. Longinus a stěžoval si u pražského arcibiskupa a přímo v Benešově u hejtmana panství. Piaristé museli sjednat nápravu tím, že materiál, který odvezli, oplatili v naturáliích minoritskému konventu v Jílovém u Prahy.
Stavbu koleje i chrámu svaté Anny, který s ní byl spojen, naplánoval a v letech 1705–1708 též provedl architekt italského původu Giovanni Battista Alliprandi. Ten vedl i jiné stavby hraběte Františka Karla Přehořovského z Kvasejovic i piaristů, např. stavbu jeho paláce v Praze, a později, kolem roku 1713 přestavoval piaristický kostel v Litomyšli ve velkolepý barokní chrám a pracoval též pro piaristy v Kosmonosech. Budova koleje začala sloužit roku 1706, kdy byla dostavěna a slavnostně otevřena. Nový chrám svaté Anny byl zaklenut v roce 1708 a zhruba dokončen roku 1710, kdy byl též vysvěcen. Vlastní kolej tvořila kvadratura. Kolejní kostel měl presbytář obrácený k jihu a v půdorysu tvar kříže.
Ještě v posledním roce, kdy konopišťské panství patřilo hraběti Františkovi Karlu Přehořovskému, byla existence piaristické koleje v Benešově znovu velice vážné ohrožena. Koncem roku 1715. (tehdy se dostalo konopišťské panství do dražby a koupil je hrabě Jan Josef z Vrtby) byl totiž císařským dekretem vznesen dotaz na některé koleje a kláštery, zda byly založeny se souhlasem panovníka. Když se o tom dozvěděl hrabě Karel Přehořovský odvolal se na inkolát udělený piaristům jako kongregaci císařem Ferdinandem III. v roce 1657. Přesto se však v odpovědi na císařský dotaz nakonec uvádí, že kolej, která byla již v této době vybudována s novým chrámem svaté Anny, byla založena bez zvláštního dovolení panovníka. Její situace byla tudíž z právního hlediska nejistá. Kvůli tomu byla obnovena jednání s provinciálem piaristického řádu. S ním rovněž jednal nový majitel panství hrabě Jan Josef z Vrtby, který se snažil kolej ze všech sil v těžké situaci pomoci. Nechal vypracovat nový fundační projekt koleje, ve kterém snížil částku fundací na míru pro něj únosnou. Dal podnět k založení růžencového bratrstva při koleji. Spolu s piaristickými rektory P. Ludovicem Liemannem a S. Agatha a P. Aegidiem Hechtem a S. Ferdinado, který byl delší dobu jeho kaplanem, podporoval kolej v získávání dalších fundací. Stal se vlastně jakýmsi znovuobnovitelem piaristické koleje v Benešově, což si zajistil královským souhlasem a vydáním královské listiny. Majitel panství schválil rozsah výuky, kterou měli provozovat piaristé na svých školách v Benešově. Piaristé měli rovněž za povinnost při svých bohoslužbách jmenovat vždy hraběte Jana Josefa z Vrtby jako zakladatele koleje.
Královská listina byla vydána 7. února 1719. Po úpravách ve druhé polovině tohoto roku byla vložena do desek zemských. V dubnu 1719 ji potvrdil císař Karel VI. Vzhledem k tomu, že v piaristické koleji působilo zpravidla více kleriků, než si mohl Jan Josef z Vrtby dovolit, nebyly zanedbatelné ani ostatní fundace poskytované koleji nejčastěji za náboženské protislužby ostatní šlechtou a měšťany z Benešova nebo ze sousedního okolí, ať již jako výraz náboženské oddanosti nebo jako podpora pedagogické činnosti piaristů. Také rodiče žáků piaristických škol se snažili pomoci při různých akcích na podporu školního vyučování, zejména zlepšení jeho materiálního zabezpečení různými opravami nejen ve škole, třídách, ale i v celé koleji. Vydání fundační listiny ana Josefa hraběte z Vrtby postavení koleje po právní stránce značně upevnilo a tak nepřímo přispělo k jejímu rozvoji. Hned v letech 1720 a 1721 se přikročilo v budově koleje k rozsáhlým stavebním úpravám, kdy bylo přistavěno ke stávající kvadratuře ještě jedno křídlo, takže budova získala v podstatě dnešní vzhled. Nad vchod do chrámu svaté Anny byl pověšen kamenný znak hraběte Jana Josefa z Vrtby a nad vchod do koleje znak hraběte Františka Karla Přehořovského z Kvasejovic.

### Činnost kostela
Hlavní činností piaristického řádu byla výuka na různých typech škol. Nejrozšířenější bylo provozování výuky na základní škole a na gymnáziu. Elementární školství provozovali piaristé, kromě premonstrátů, na jejichž školách však vyučoval zpravidla jeden světský učitel, jako jediní, zatímco ve středním školství se kromě nich, jezuitů a premonstrátů uplatnily ještě i jiné církevní řády. Elementární i střední školy otevřeli také piaristé hned po svém příchodu do Benešova, avšak jednotlivé gymnaziální třídy otevírali postupně až do roku 1715, kdy byla otevřena nejvyšší 6. třída gymnázia – rétorika. Dokazují to i záznamy z benešovské piaristické kroniky, podle nichž víme, že ve školním roce 1706/7 byly otevřeny všechny tři třídy elementární školy a počáteční třídy gymnázia. Benešovské piaristické školy patřily svým průměrným počtem žáků mezi 100–150 studentů roční spíše k menším školám v Čechách a na Moravě.
Mezi studenty benešovského piaristického gymnázia najdeme v období 1704–1777 příslušníky významných místních šlechtických i měšťanských a úřednických rodin např. Zalužických z Rosenthalu nebo Schallerů, kteří byli syny správců konopišťského panství, nebo Hubastiů z Kotnova, významných táborských měšťanů, Charvátů z Pelhřimova, Kolaříků ze Sternhoffu z Benešova, šlechtici z Klenového nebo z Říčan apod. Většina studentů byla české národnosti. Pokud studenti a žáci nepocházeli přímo z Benešova a jeho bezprostředního okolí, bydlili zde u svých příbuzných nebo známých.

### Další vývoj
Piaristická škola měla velmi dobrou úroveň, piaristé vedle výuky rozvíjeli řadu činností – hráli se studenty divadlo, věnovali se sborovému zpěvu, založili kolejní lékárnu, budovali kolejní knihovnu. Mnozí studenti se vypracovali ve významné osobnosti, např. Josef Jaroslav Schaller (1738-1809) založil českou historickou topografii, benediktin Josef Javůrek (1741–1820) byl hudebním skladatelem. Při konventu působila škola, později gymnasium (před rokem 1780 a znovu v letech 1819–1833, ve formě nižšího gymnasia pak opět v období let 1857–1858). Plynulý vývoj gymnázia byl omezen školskou reformou z roku 1775, kdy podobně jako jiná gymnázia v Čechách bylo i benešovské gymnázium zrušeno, a to v roce 1778. Kolej byla uzavřena roku 1892 pro nedostatek vyučujících profesorů z řad piaristů. Areál byl nadále udržován, od roku 1933 zde sídlili jezuité. Ti zde působili do období druhé světové války, než jejich působení bylo pozastaveno fašistickými okupanty. V dobách komunismu byla římskokatolická církev pod drobnohledem režimu.
Piaristická kolej v Benešově byla známá i svou knihovnou a její knižní sbírkou. Knihovna se nacházela v patře nad refektářem. Zařízení bylo velmi kvalitní, knihovní skříně byly dodané truhlářem Josefem Walterem z Tyrolska roku 1774. Po zániku koleje roku 1898 odkoupilo knihovní skříně Uměleckoprůmyslové muzeum v Praze a instalovalo je ve vlastní knihovně. Knižní sbírka je dnes též přemístěna, nachází se v zámecké knihovně na Konopišti.
V současné době je kostel svaté Anny pod správou římskokatolické farnosti Benešov. V benešovské farnosti je filiálním kostelem a pravidelně se v něm konají bohoslužby.

## Architektura

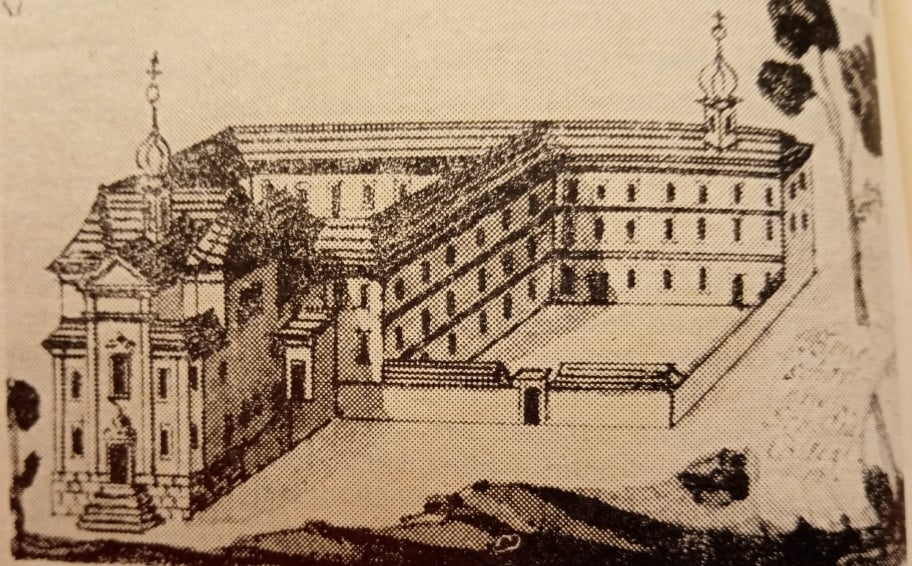
Nákres kostela svaté Anny s kolejí

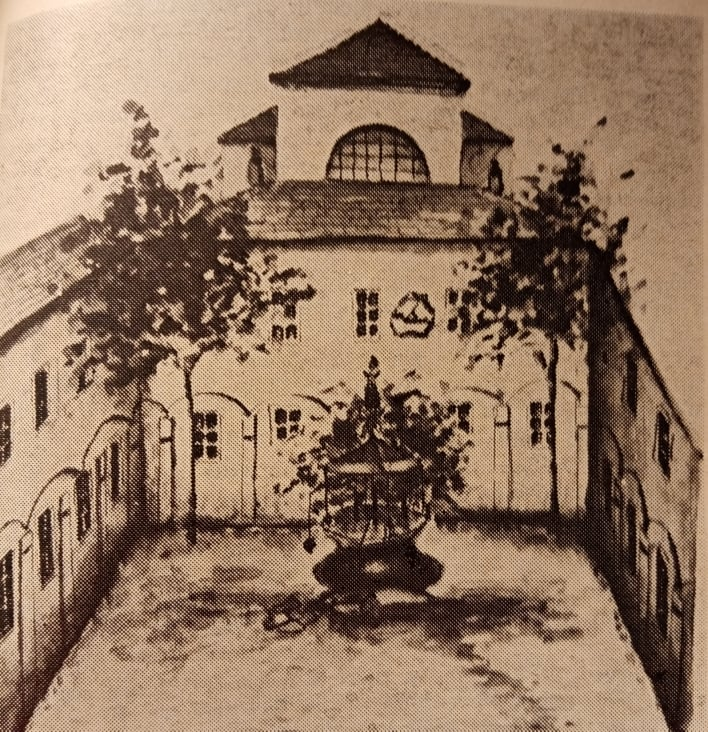
Nákres rajské zahrady v kostele svaté Anny

Areál vyplňuje západní ukončení jižní fronty hlavního náměstí. Dominantou areálu je kostel svaté Anny, k němuž se připojuje kolej. V areálu se nachází rajský dvůr, kde je též umístěna studna. K východnímu průčelí kostela přiléhá brána. Zahrada severozápadně od koleje je vůči ulici vymezena tarasní zdí.
Vnější fasády koleje jsou velmi jednoduché, minimálně architektonicky členěné. V jižním křídle byl situován refektář se štukovou nástropní výzdobou a v patře nad ním knihovna rovněž se štukovým nástropním rámcem. Intarzované knihovní skříně, zhotovené Josefem Walterem mezi lety 1736–1744, byly v roce 1896 prodány Uměleckoprůmyslovému muzeu v Praze a od té doby jsou instalovány ve studovně tamní knihovny. Fasádu rajského dvora zdobí rokokové sluneční hodiny, zhotovené malířem Pavlem Kristiánem Noldingerem (1698–1771). Portál kostela zdobí znak Jana Josefa Vrtby s nápisem: IOANNES IOSEPHUS S. R. J. COMES DE WRTBY SVPREMVS IN REGNO BOHEMIAE BVRGRAVIVS ANNO 1717.
Kostel má presbytář obrácený k jihu a půdorys ve tvaru kříže. Fasáda průčelí je členěna lizénami, které přecházejí v horizontální pás pod římsou. V ose středního pole je vstupní portál s jednoduchým ostěním převýšeným kartuší s erbem Jana Josefa z Vrtby s datem 1717; nad ním okno a trojúhelný štít oddělený římsou. V konkávním zvlnění obou bočních polí jsou vždy dvě okna nad sebou, z nichž spodní dvě jsou provedena jako slepá. Střed interiéru je zaklenut plackovou klenbou; boční kaple, kněžiště, jehož vítězný oblouk má podobu převýšeného půlkruhu, a podkruchtí je sklenuto valenou klenbou. Prostory sakristie a zimní kaple, nad nimiž se nacházejí oratoře, jsou rovněž zaklenuty valenou klenbou s výsečemi (lunetami). Stěny člení pilastry, které nesou bohatě profilovanou římsu. Na vybavení kostela se podílela celá řada význačných umělců, a sice sochaři Josef Jiří Jelínek (1698–1770), Lazar Widmann (1697–1768), Ferdinand Zelenka z Nespek a malíři Felix Ivo Leicher (1727–1812) a František Liechtenreiter (1700–1775).
Budova a areál kostela s kolejemi je dnes zapsána v památkovém katalogu Národního památkového ústavu. Předmětem ochrany jsou: kostel svaté Anny, piaristická kolej, studna v rajském dvoře, brána do dvora, tarasní zeď zahrady a pozemky areálu. Při severovýchodním nároží kostela svaté Anny stojí též socha svatého Floriána, přesunutá na toto místo z areálu kostela svatého Mikuláše, ta je též předmětem ochrany.